# Cratere Watt
Watt è un cratere lunare intitolato all'inventore scozzese James Watt; è situato nell'emisfero meridionale del lato visibile della Luna. La parte nord-occidentale del cratere è stata completamente coperta dal cratere Steinheil, coprendo buona parte del fondo coi materiali depositatisi dopo l'impatto.
Vicino a Watt, sono presenti: a sud-est il cratere Biela, a sud-ovest il cratere Rosenberger e a nord-est, dopo il cratere Steinheil, il grande Janssen. Questo cratere Watt non va confuso con il quasi omonimo cratere Watts, di dimensioni inferiori, situato poco a nord dell'equatore lunare.

## Crateri correlati
Alcuni crateri minori situati in prossimità di Watt sono convenzionalmente identificati, sulle mappe lunari, attraverso una lettera associata al nome.
| Watt | Latitudine | Longitudine | Diametro |
| ---- | ---------- | ----------- | -------- |
| A    | 50,3° S    | 46,4° E     | 10 km    |
| B    | 50,1° S    | 48,0° E     | 6 km     |
| C    | 50,0° S    | 51,5° E     | 24 km    |
| D    | 50,3° S    | 55,2° E     | 32 km    |
| E    | 49,7° S    | 55,3° E     | 10 km    |
| F    | 50,5° S    | 54,3° E     | 16 km    |
| G    | 50,9° S    | 58,7° E     | 13 km    |
| H    | 51,2° S    | 57,2° E     | 16 km    |
| J    | 51,6° S    | 58,3° E     | 18 km    |
| K    | 51,4° S    | 55,9° E     | 8 km     |
| L    | 52,6° S    | 57,6° E     | 32 km    |
| M    | 53,1° S    | 59,9° E     | 42 km    |
| N    | 53,6° S    | 58,7° E     | 11 km    |
| R    | 51,0° S    | 47,5° E     | 12 km    |
| S    | 52,2° S    | 47,8° E     | 6 km     |
| T    | 51,6° S    | 51,0° E     | 4 km     |
| U    | 52,0° S    | 51,7° E     | 5 km     |
| W    | 51,1° S    | 51,9° E     | 7 km     |